# Saint-Jean-de-Paracol
Saint-Jean-de-Paracol ist eine französische Gemeinde mit 137 Einwohnern (Stand 1. Januar 2022) im Département Aude in der Region Okzitanien. Sie gehört zum Kanton La Haute-Vallée de l’Aude und zum Arrondissement Limoux. 
Nachbargemeinden sind Festes-et-Saint-André im Norden, Val-du-Faby mit Rouvenac im Osten und Puivert im Südwesten.

## Bevölkerungsentwicklung
| Jahr      | 1962 | 1968 | 1975 | 1982 | 1990 | 1999 | 2007 | 2018 |
| --------- | ---- | ---- | ---- | ---- | ---- | ---- | ---- | ---- |
| Einwohner | 101  | 103  | 95   | 93   | 83   | 94   | 109  | 125  |